# Filharmonia Łódzka

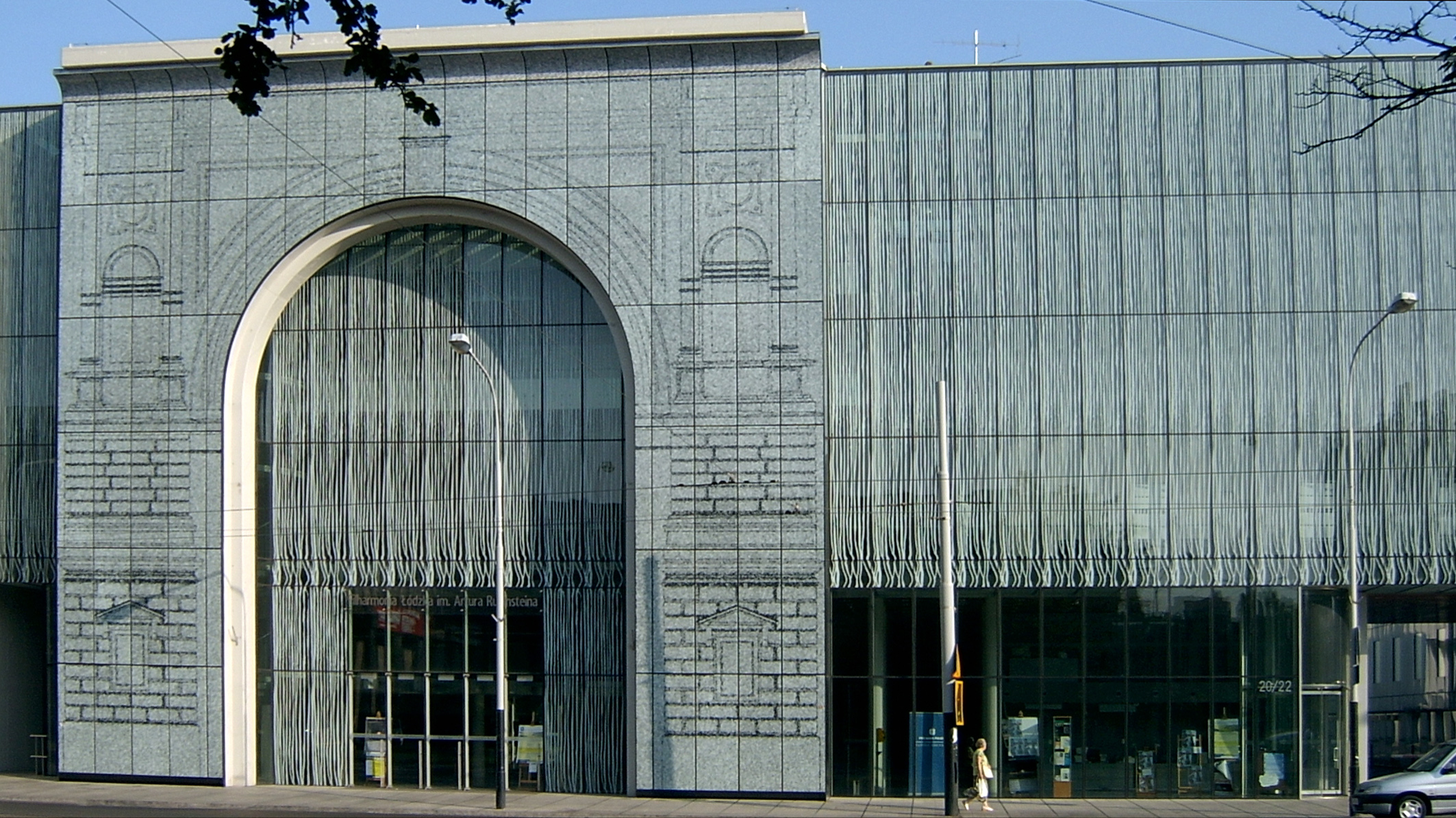
Konzerthaus der Philharmonie Łódź

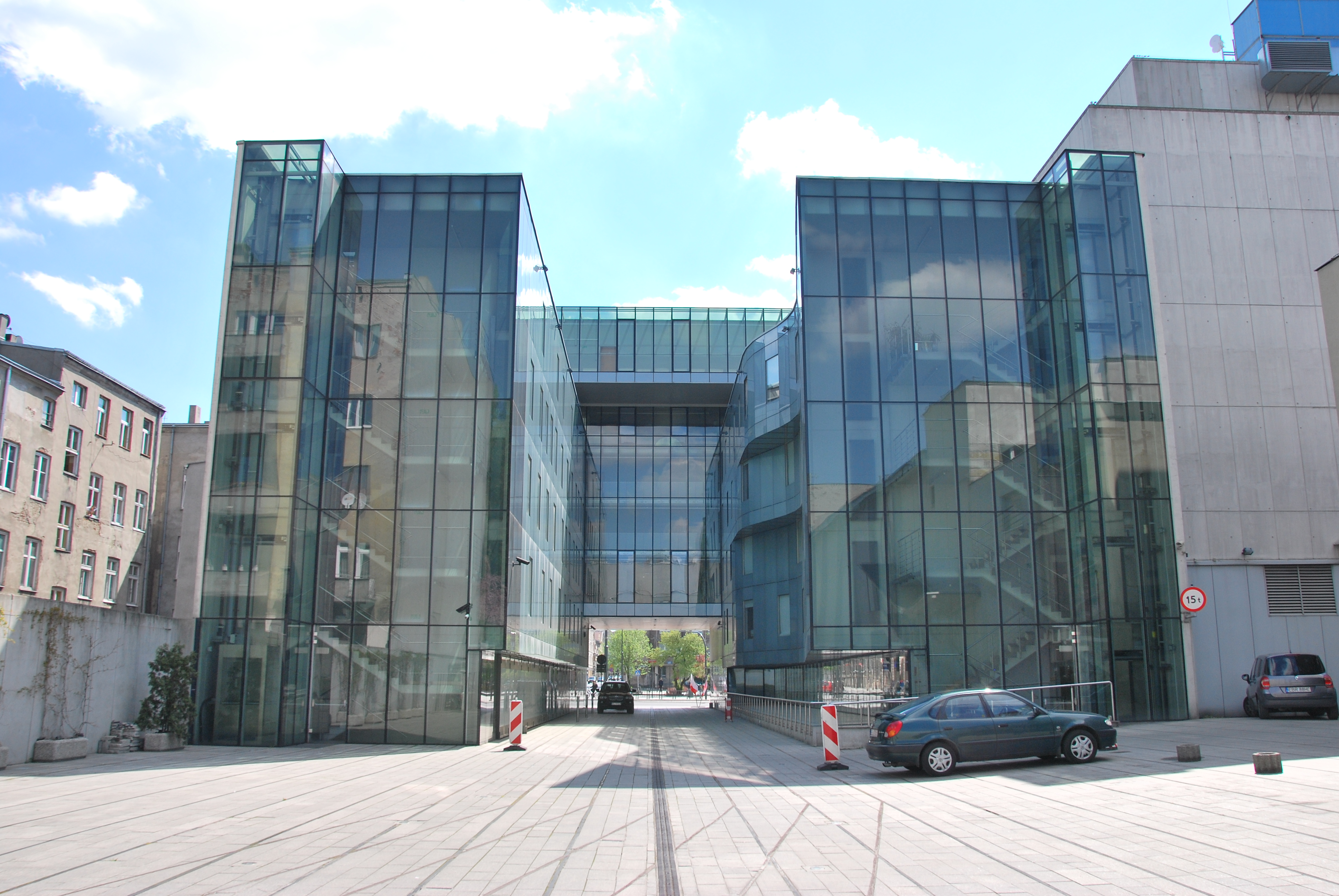
Rückseite des Konzerthauses

Die Filharmonia Łódzka im. Artura Rubinsteina (Artur-Rubinstein-Philharmonie Łódź) ist ein Kulturzentrum und Konzertveranstalter in der polnischen Stadt Łódź.
Bekannt ist vor allem das Sinfonieorchester der Philharmonie Łódź, das Orkiestra Symfoniczna Filharmonii Łódzkiej (kurz Orkiestra Symfoniczna FŁ oder O FŁ), das einen Großteil der angebotenen Konzerte bestreitet. Die Philharmonie Łódź verfügt auch über einen eigenen Chor (Chór Filharmonii Łódzkiej, kurz Chór FŁ).

## Geschichte
Die Geschichte der Philharmonie Łódź begann im Jahr 1915, als das Sinfonieorchester gegründet wurde, damals als Łódzka Orkiestra Symfoniczna (Sinfonieorchester Łódź), und im Großen Theater von Łódź sein erstes Konzert gab. Zu dieser Zeit gehörte Łódź noch zu „Russisch-Polen“.
Das Orchester hatte nach der Gründung jahrzehntelang keinen festen Sitz und musste verschiedene Räume nutzen. 1948 zog es in ein neu restauriertes Gebäude (ul. Narutowicza 20/22), das Ende des 19. Jahrhunderts errichtet worden war.
1969 wurde der Philharmonische Chor gegründet. Er hat eine Stammbesetzung von rund 50 Mitgliedern und wird bei Bedarf aufgestockt.
1984 benannte sich die Philharmonie Łódź mit einem Namenszusatz nach dem Pianisten Artur Rubinstein (1887–1982), der in Łódź geboren wurde.
Im Sommer 1999 veranstaltete die Philharmonie vier Konzerte in Sieradz. Daraus entwickelte sich ein jährlich stattfindendes Sommerfestival der Philharmonie Łódź namens Kolory Polski („Farben Polens“), bei dem in verschiedenen Orten in der Woiwodschaft Łódź Konzerte gegeben werden.
Zwischenzeitlich hatte das Orchester einen provisorischen Sitz in der ul. Piotrkowska 243. Im Jahr 2004 wurde das heutige Konzertgebäude bezogen, ein moderner Neubau, der nach dem Abriss des alten Konzerthauses wiederum an der ul. Narutowicza 20/22 entstanden war. Im selben Jahr gewann das neue Konzerthaus zwei Architekturpreise: zweiter Preis beim Wettbewerb „Gebäude des Jahres“, erster Preis des polnischen Architektenverbandes als „bestes öffentlich finanziertes Gebäude 2004“.

## Orgeln
Im Konzerthaus der Artur-Rubinstein-Philharmonie Łódź gibt es seit 2015 sowohl eine Barockorgel (Fertigstellung 2014) als auch eine romantische Orgel (Fertigstellung 2015). Die Ausstattung mit diesen zwei Orgeln wurde von Ludger Lohmann konzipiert. Nach eigenen Angaben hatte im Jahr 2015 kein anderes Konzerthaus in Europa eine vergleichbare Ausstattung.

### Barockorgel (2014)
Die Barockorgel ist ein Neubau der Orgelwerkstatt Wegscheider (Dresden) nach dem Vorbild einer Silbermann-Orgel. Sie verfügt über 37 Register, die auf zwei Manualwerke und Pedal verteilt sind.

### Romantische Orgel (2015)
Die romantische Orgel wurde von der Orgelbaufirma Rieger (Vorarlberg) gebaut und 2015 fertiggestellt. Das Instrument verfügt über 66 Register, die auf vier Manualwerke und Pedal verteilt sind.
| I Hauptwerk C–c4 |                   |       |
|                  | Principal         | 16′   |
|                  | Principal         | 8′    |
|                  | Diapason          | 8′    |
|                  | Viola di Gamba    | 8′    |
|                  | Flûte harm.       | 8′    |
|                  | Gemshorn          | 8′    |
|                  | Dolce             | 8′    |
|                  | Octave            | 4′    |
|                  | Spitzflöte        | 4′    |
|                  | Quinte            | 2 ⁄3′ |
|                  | Octave            | 2′    |
|                  | Mixtur major IV–V | 2′    |
|                  | Cornet V          | 8′    |
|                  | Trompete          | 8′    |

| II Positif expressif C–c4 |                 |        |
|                           | Bourdon         | 16′    |
|                           | Principal       | 8′     |
|                           | Salicional      | 8′     |
|                           | Doppelflöte     | 8′     |
|                           | Unda maris      | 8′     |
|                           | Quintatön       | 8′     |
|                           | Fernflöte       | 8′     |
|                           | Octave          | 4′     |
|                           | Flauto amabile  | 4′     |
|                           | Nazard          | 2 ⁄3′  |
|                           | Flautino        | 2′     |
|                           | Terz            | 1 3⁄5′ |
|                           | Piccolo         | 1′     |
|                           | Mixtur minor IV | 1 ⁄3′  |
|                           | Aeoline         | 16′    |
|                           | Clarinette      | 8′     |
|                           | French Horn     | 8′     |
|                           | Tremulant       |        |

| III Récit expressif C–c4 |                   |       |
|                          | Viola             | 16′   |
|                          | Liebl. Gedackt    | 16′   |
|                          | Geigenprincipal   | 8′    |
|                          | Flûte trav.       | 8′    |
|                          | Viol d’orchestre  | 8′    |
|                          | Cor de nuit       | 8′    |
|                          | Aeoline           | 8′    |
|                          | Vox coelestis     | 8′    |
|                          | Geigenoctave      | 4′    |
|                          | Salicet           | 4′    |
|                          | Flûte oct.        | 4′    |
|                          | Octavin           | 2′    |
|                          | Progression III–V | 2′    |
|                          | Echo-Cornet III   | 2 ⁄3′ |
|                          | Basson-Hautbois   | 8′    |
|                          | Voix humaine      | 8′    |
|                          | Tremulant         |       |

| IV Solo C–c4 |             |    |
|              | Melodia     | 8′ |
|              | Tuba sonora | 8′ |

| Bombarde (floating) C–c4 |                 |     |
|                          | Bombarde        | 16′ |
|                          | Trompette harm. | 8′  |
|                          | Clairon harm.   | 4′  |

| Pedale C–g1 |               |     |
|             | Majorbass     | 32′ |
|             | Principalbass | 16′ |
|             | Violon        | 16′ |
|             | Subbass       | 16′ |
|             | Gedacktbass   | 16′ |
|             | Harmonikabass | 16′ |
|             | Octavbass     | 8′  |
|             | Violoncello   | 8′  |
|             | Bassflöte     | 8′  |
|             | Octave        | 4′  |
|             | Contraposaune | 32′ |
|             | Posaune       | 16′ |
|             | Trompetenbass | 8′  |
|             | Clarine       | 4′  |

- Koppeln
  - Normalkoppeln: II/I, III/I, IV/I, III/II, IV/II, I/P, II/P, III/P, IV/P
  - Superkoppeln: II/I, IV/I, III/III, III/I, IV/IV, III/P, IV/P
  - Subkoppeln: II/I, III/I, II/II, III/III